# 李鐏
李 鐏（イ・ジュン、朝鮮語: 이준、1922年10月22日 - 2003年10月4日）は、大韓民国の軍人、実業家。初代三豊グループ会長。
本貫は全義李氏。

## 経歴
軍人出身の起業家であり、中央情報部に勤務していた。1996年の解体直前は、財界の30位圏内にいたとされる。
1963年に三豊建設を設立し、1989年からは三豊百貨店を運営した。1995年に三豊百貨店崩壊事故が発生すると警察による調査の過程における発言などが論争となった。1996年に業務上過失致死傷罪で懲役7年6ヶ月の刑を受け、出所後の2003年10月4日、持病の悪化により82歳で死去した。